# Bang the Drum Slowly
Bang the Drum Slowly is een film uit 1973 van regisseur John D. Hancock. De hoofdrollen worden vertolkt door Michael Moriarty en Robert De Niro. De film is gebaseerd op het gelijknamige boek uit 1956 van schrijver Mark Harris. Het boek werd eerder al verfilmd als U.S. Steel Hour (1956).
Deze film kwam in hetzelfde jaar uit als de film Mean Streets. Beide films worden beschouwd als de doorbraak van acteur Robert De Niro.

## Verhaal
Henry Wiggen en Bruce Pearson zijn respectievelijk de werper en achtervanger van een professionele honkbalclub uit New York. Henry is een sterspeler, terwijl Bruce meer op de achtergrond blijft en met iedereen bevriend is.
Maar dan ontdekt Bruce dat hij terminaal ziek is. Hij kan rekenen op zijn goede vriend Henry, die hem bijstaat. In zijn laatste seizoen voor de club proberen Bruces andere teamgenoten met zijn ziekte om te gaan.

## Rolverdeling
| Acteur           | Personage     |
| ---------------- | ------------- |
| Michael Moriarty | Henry Wiggen  |
| Robert De Niro   | Bruce Pearson |
| Vincent Gardenia | Dutch Schnell |
| Heather McRae    | Holly Wiggen  |
| Phil Foster      | Joe Jaros     |

## Academy Award
- (genomineerd) Best Actor in a Supporting Role - Vincent Gardenia

## Trivia
- Om zich voor te bereiden op de rol trok Robert De Niro naar Florida om honkbalspelers te bestuderen.
- Acteur Al Pacino beweert dat deze film z'n lievelingsfilm is.
- Het personage Henry Wiggen is gedeeltelijk gebaseerd op Tom Seaver.